# 富士通モバイルコミュニケーションズ
富士通モバイルコミュニケーションズ株式会社（ふじつうモバイルコミュニケーションズ、Fujitsu Mobile Communications Limited, 略称 FMC 通称「富士通モバイル」）は、かつて存在した富士通グループの携帯電話メーカー。
当時富士通本体の完全子会社であった富士通コネクテッドテクノロジーズ（現・FCNT）の完全子会社で、富士通ブランドで携帯電話（スマートフォン及びフィーチャーフォン）の開発・供給を行う企業であった。

## 概要
富士通と東芝の合弁会社「富士通東芝モバイルコミュニケーションズ株式会社（ふじつうとうしばモバイルコミュニケーションズ、英：Fujitsu Toshiba Mobile Communications Limited、略称：FTML、通称「富士通東芝」）として設立された。両社は2010年6月に携帯電話端末部門の統合で基本合意し、同年10月に同社が設立された。事業開始スキームとしては、2010年8月に東芝が社内カンパニーであったモバイルコミュニケーション社（au向けとソフトバンク向けが主。以下MC社）の受け皿会社となる「FTモバイル株式会社」を全額出資で設立。10月の事業統合に際し、FTモバイルにMC社の全事業を移管するとともに、富士通がFTモバイルの全株式の8割超を出資し、富士通が連結子会社化。同時に「富士通東芝モバイルコミュニケーションズ株式会社」に商号変更する形を取った。事業開始時の社長には、富士通の携帯電話端末事業を担当する執行役員常務の大谷信雄が起用されている。
事業開始時点では、前述のMC社のみの受け皿会社であった。ドコモ向けの富士通ブランド機種は富士通の「モバイルフォン事業本部」が全て手がけており、同社は東芝ブランドの携帯電話端末を担う分業体制を採った。東芝ブランドで携帯電話端末を出すのは2011年度分まで、その後は富士通ブランドへ移行する計画で、KDDIとソフトバンクモバイルから富士通東芝を後継して富士通モバイルとして、富士通ブランドの端末も供給を開始した。
2014年以降はNTTドコモ向けの機種の開発を専門で手掛ける富士通本体と異なり、KDDI・沖縄セルラー電話連合、及びソフトバンク向けの各機種の開発がそれぞれ長期間休止していた。ドコモ端末の開発については、2016年2月に設立された富士通コネクテッドテクノロジーズが吸収分割で継承した。これに伴い、同社は富士通コネクテッドテクノロジーズの完全子会社となった。その後、2018年10月1日に富士通コネクテッドテクノロジーズに統合され、富士通と旧東芝の携帯事業は一体化した。
東芝MC社時代の主力開発拠点は東芝日野工場であったが、事業統合に伴い開発拠点を富士通本体と同じ富士通川崎工場に移したため、東芝日野工場は閉鎖された。富士通と事業統合以前に東芝から発売された携帯電話端末の修理・サポート等はこれまで通り東芝が担当し、同社青梅事業所内に新たに置かれたモバイル事業統括部でその任に当たっている。

## 沿革
- 2010年
  - 6月17日 - 富士通と東芝が携帯電話端末開発・製造・販売に関する事業統合に合意。
  - 7月30日 - 富士通と東芝との事業統合契約締結。
  - 8月11日 - 東芝MC社の受け皿会社として、東芝が全額出資でFTモバイル株式会社を設立。
  - 10月1日 - 東芝MC社の全事業を譲受し事業開始。同時に富士通の連結子会社となり富士通東芝モバイルコミュニケーションズ株式会社に商号変更。
  - 10月29日 - 事業統合後初の製品となるT005を発売。
- 2011年8月 -  一部メディアにより、2012年上半期中に富士通の完全子会社となると報じられる[2]。この時点では富士通と東芝からの公式発表は無い。
- 2012年4月1日 - 東芝が保有する株四季19.9%を譲渡して富士通が完全子会社化。同時に富士通モバイルコミュニケーションズ株式会社に商号変更[3]。これにより東芝は事実上携帯電話事業から完全撤退した。本来は東芝ブランドとすべきKDDI・沖縄セルラー電話連合の「REGZA Phone」シリーズについては、すでにT-01D以降の機種でNTTドコモが実施している富士通本体製・富士通ブランドの「富士通レグザ」と同様、富士通モバイル製・富士通ブランドで継続する見込みとなっていた。
- 2013年3月 - T-02D生産終了。これによりREGZA Phoneシリーズが市場から姿を消した。
- 2016年2月 - 富士通本体の携帯電話部門が同社新設子会社の富士通コネクテッドテクノロジーズ株式会社に吸収分割にて継承させたことに伴い、同社の親会社が、富士通本体から富士通コネクテッドテクノロジーズに異動。
- 2018年10月1日 - 富士通コネクテッドテクノロジーズに合併して解散。
- 2021年4月1日（補足） - 富士通コネクテッドテクノロジーズがFCNTに社名変更。その際に富士通がポラリスに売却する形で資本を引き上げたため、これにより富士通も携帯電話事業から完全撤退した。

## 富士通東芝及び富士通モバイルが開発を担当した機種
2011年までの機種はカタログや機種本体では「TOSHIBA」の表記が見られ、テレビCMでは「FUJITSU」の表記となっている。
NTTドコモから発売された東芝ブランドのREGZA Phone T-01Cを除き、2010年冬モデル以降の富士通ブランドの機種は前述の通り富士通本体の開発・製造・発売であるため、T-01DおよびT-02DはTを冠しながらも富士通本体が開発・製造・発売している、いわゆる「富士通レグザ」のため、以下には含まれない。2011年夏モデルのF-09CなどのNTTドコモ向け端末および2011年夏モデルのau向け端末のREGZA Phone IS11Tにはいずれも、旧ソフトバンクモバイル向け東芝製端末に搭載されていたキャラクターの「くーまん」が搭載されている。そして、REGZAケータイやREGZA Phoneの愛称はないが、主にF-01C以降の富士通製の携帯電話でも東芝（現・ハイセンスグループ・TVS REGZA）の液晶テレビ「REGZA」の技術が反映されている。
富士通製と東芝製の端末は以下も記述がある。
- 富士通#携帯電話・PHS・スマートフォン
- ARROWS
- 東芝#携帯電話
- 東芝製のスマートフォン
- Play-T
- REGZA Phone

### KDDI・沖縄セルラー電話
※製品名の括弧内の型番は実際の製造型番。☆印が付与された製品名は旧・東芝MC社時代に開発された製品。

#### 2010年
- T005（CDMA TS005）☆
- X-RAY（CDMA TSX06）☆

#### 2011年
- E09F（CDMA E09F）☆ - 法人向け。E08Tの富士通ブランド版。
- E31T（CDMA E31T）☆ - 法人向け。
- T006（CDMA TS006）☆
- T007（CDMA TS007）
- T008（CDMA TS008）
- REGZA Phone IS04（CDMA TSI04）☆[4]
- REGZA Phone IS11T（CDMA TSI11）
- Windows Phone IS12T（CDMA TSI12）
- F001（CDMA FJ001）
- ARROWS Z ISW11F（CDMA FJI11）

#### 2012年
- ARROWS ES IS12F（CDMA FJI12）
- ARROWS Z ISW13F（CDMA FJI13）
- ARROWS ef FJL21（CDMA FJL21）

#### 2013年
- ARROWS Z FJL22[5]
- ARROWS Tab FJT21

### NTTドコモ

#### 2010年
- REGZA Phone T-01C

ドコモ向けとしては唯一の旧・東芝MC社時代で開発された機種となる。型番には東芝を指す「T」が使われ東芝ブランドで発売されたが、ドコモの扱いは、実質富士通製同様だった。後継機種のT-01DおよびT-02Dは富士通製・富士通ブランドの「富士通レグザ」のため、ドコモ向けの東芝ブランドの機種としては最終機種となった。

### ソフトバンクモバイル（現・ソフトバンク）
SoftBankブランドのFスマートフォン端末におけるソフトウェアアップデートの配信については、2017年3月31日を以て、すべて停止される予定で、以降は預かり修理の形で対応する予定。

#### 2012年
- ARROWS A 101F

富士通ブランドとしてはデジタルホン時代のDP-125以来となる端末で、東芝MC社時代を含めてからさかのぼるとSoftBank X02T以来となるスマートフォン。同時期に発表されたARROWS X F-10DやARROWS Z ISW13F等よりも、ドコモの富士通レグザにあたるT-02Dとの共通項が多く見られる。

#### 2013年
- ARROWS A 201F
- ARROWS A 202F
- ARROWS A 301F

### イー・アクセス（現・ソフトバンク・ウィルコム沖縄）

#### 2013年
- ARROWS S EM01F - EMOBILE LTE網非対応のEMOBILE 4G-S端末で、イー・アクセスのネットワークに非対応。
  - SoftBankブランドのFスマートフォン端末同様、ソフトウェアアップデートの配信については、2017年3月31日を以て、すべて停止される予定で、以降は預かり修理の形で対応する予定。

## 備考
富士通・ドコモと東芝・ソフトバンクの間では、東芝のSoftBank 821Tが富士通のFOMAらくらくホンIIIの類似品であるとして、2008年3月に訴訟問題となっている。2009年4月に和解したが、事業統合とこの訴訟問題の関係は和解内容が非公開のため不明である。